# James Whittaker
James Whittaker, también conocido como Jim Whittaker (nacido en Seattle, Washington en 1929) fue el primer estadounidense que ascendió el Monte Everest.  Alcanzó la cima el 1 de mayo de 1963 con otras tres personas. La escalada se realizó con oxígeno pero se les terminó antes de terminar la ascensión. Aun así consiguieron alcanzar la cima. Una vez allí, Whittaker plantó una Bandera de los Estados Unidos. Es el hermano gemelo de Lou Whittaker, un guía de montaña al que muchas veces se le atribuye el logro equivocadamente. Whittaker  se estudió en "Escuela de West Seattle" y en la Universidad de Seattle.
Whittaker fue el primer empleado con dedicación total de Recreational Equipment Inc. (una empresa dedicada a la venta de material deportivo) y fue su director en los años 1960. En la actualidad, Whittaker es el presidente del Consejo de "Magellan", una compañía que fabrica sistemas GPS.
En 1965, guio a Robert Kennedy en la ascensión al recientemente llamado Monte Kennedy.
Dirigió en 1990 la expedición "Ascensión al Everest por la Paz" que llevó a la cima a escaladores de los Estados Unidos, URSS y China. Además de conseguir que llegaran 12 escaladores a la cima, la expedición recogió gran cantidad de desechos abandonados en la montaña por expediciones anteriores.
En 1999 Whitaker publicó su autobiografía, Una vida en el límite: Memorias del Everest y más allá.

## Premios
- Por ser el primer estadounidense que escalaba el Everest, Whittaker fue premiado con la Medalla Hubbard por el Presidente de los Estados Unidos John F. Kennedy.